# Klebebindung

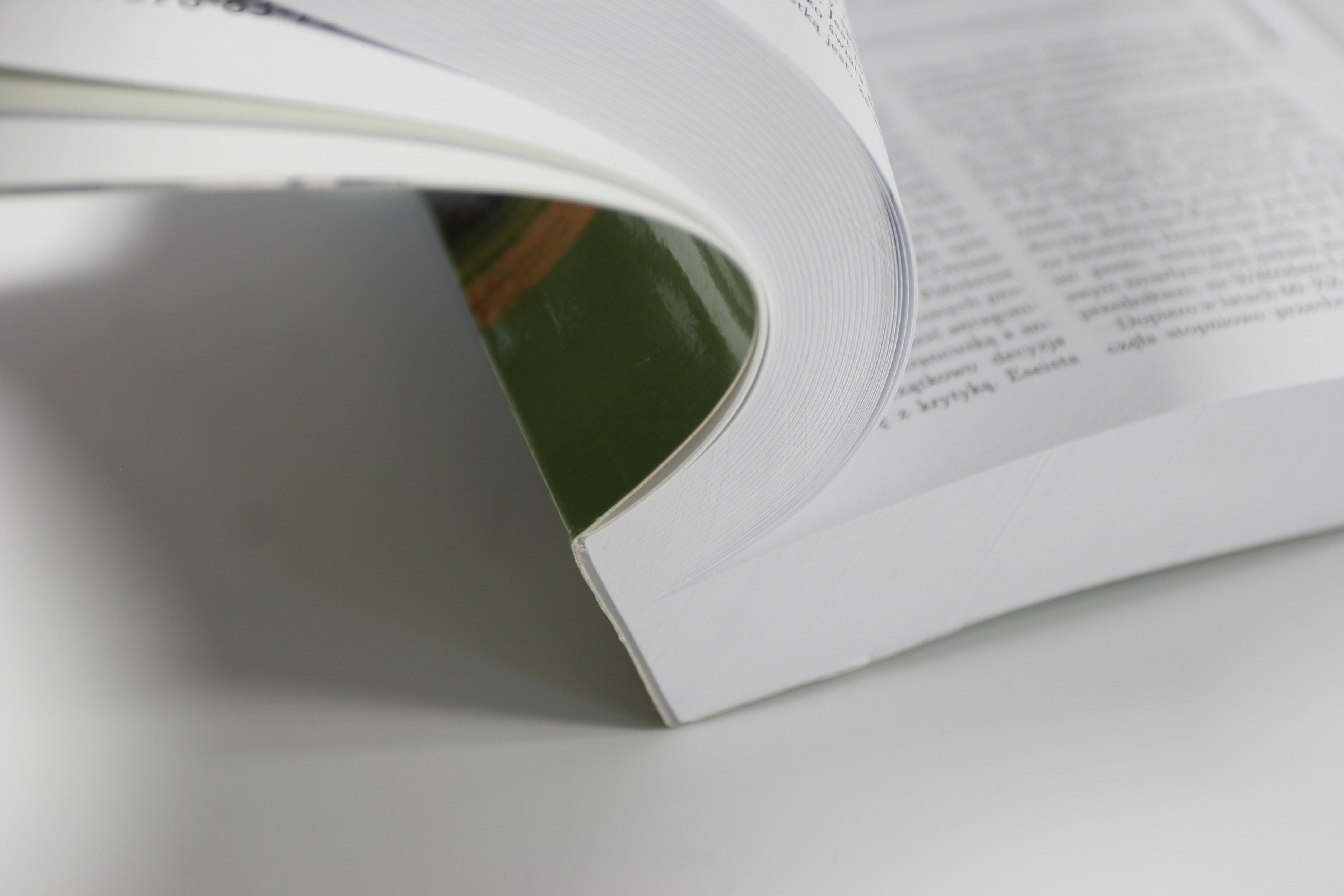
Klebebindung (Paperback)

Im Zuge der Buchherstellung werden die Rohbogen durch den Buchbinder gesammelt, beschnitten und der offene Buchrücken infolge der Klebebindung gefestigt. Diese mittels Kalt- oder Heißleim durchgeführte Bindeart hat sich gegenüber der weit haltbareren Fadenheftung wegen der günstigeren Herstellung allgemein durchgesetzt. Während sich beim fadengehefteten Buch der Buchblock zumeist flach aufschlagen lässt, muss auf diesen Vorteil bei der Klebebindung verzichtet werden.
In Kleinbetrieben erfolgt die händische Klebebindung mittels des Lumbeck-Verfahrens und im sogenannten Blockleimen noch sehr aufwendig. Die maschinelle Klebebindung ermöglicht in einer Binde- oder Buchstraße eine automatische Buchproduktion durch nahtlosen Übergang mehrerer Produktionsschritte. Bei der maschinellen Klebebindung werden die Buchblocks mithilfe eines (Hotmelt-, Dispersions- oder PUR-) Klebstoffes verbunden. Dabei können große Auflagen durch sehr hohe Maschinengeschwindigkeiten in kurzer Zeit äußerst preisgünstig hergestellt und angeboten werden. Die Anwendung des Verfahrens wird sowohl bei Broschuren (Paperbacks) und Katalogen wie auch bei Hard-Cover-Ausführungen (Verlagseinband) angewendet.

## Geschichtliche Entwicklung
Bis zum Aufkommen des Rollenrotationsdrucks um 1863 wurden Bücher und Manuskripte mittels einer händischen Fadenheftung gebunden. Der rasante Anstieg der Buchproduktion machte eine schnellere maschinelle Produktion notwendig. Der Einsatz der ersten Fadenheftmaschine um 1885 war nur der erste Schritt zur günstigeren Vermarktung. Der Einsatz von Drahtheftmaschinen zur Festigung des Buchrückens wurde nach wenigen Jahrzehnten aufgegeben, als sich die anfänglich gute Haltbarkeit nach massivem Gebrauch schnell ins Gegenteil verkehrte. Nachdem ein Beschnitt des Buchrückens allgemein als bewusstes Zerstören des Buchkerns angesehen wurde, behalf man sich in der Zwischenkriegszeit kurzfristig damit, die Drahtheftung durch den ganzen Block zu treiben. Diese Art des Bindens oder die Fadensiegelung hielt zwar die Buchlagen für eine spätere händische Fadenbindung intakt, war aber qualitativ gesehen keine Dauerlösung. 
Die Beschneidung des Rückens wurde schließlich in Kauf genommen, nachdem
Emil Lumbeck aus Remscheid 1936 eine handwerkliche Kaltklebetechnik (gegenüber der industriellen Heißklebetechnik) entwickelte, die auch heute noch als Lumbecken bezeichnet wird. Lumbeck kann somit als Wegbereiter des modernen Taschenbuchs angesehen werden.

## Verfahrensarten von Klebebindungen
- Ohne Zerstörung des Bundstegs (sogenannte Viertelbogen-Klebung)
  - z. B. Falzkleben – auf den Bund der Bogen wird Klebstoff aufgebracht, die erreichte Festigkeit ist sehr hoch.

- Teilweise Bundstegzerstörung (sogenannte Flexstabilbindung)
  - z. B. die von Josef Ricke erfundene Flexstabilbindung – der Bogen wird am Bund mittig aufgetrennt, am Fuß und am Kopfsteg bleiben die Bogen verbunden. An der aufgefrästen Stelle wird ein Papierstreifen dazwischen geklebt, dann folgt der Umschlag. Da der Bundsteg noch teilweise erhalten geblieben ist, reißen die Seiten beim Blättern nicht so leicht aus.
  - Vivat Liber Verfahren - Hierbei wird der Rücken mit einem speziellen patentierten Profilschnitt versehen, der Papierstaub vermeidet. Dadurch wird die Stabilität erhöht.

- Bundstegzerstörung (schmales Fräsen oder Beschneiden des Buchrückens)
  - Die Bogen werden aufgetrennt, Klebstoff wird direkt auf den Blättern verarbeitet (typisches Taschenbuch).

## Händisches Klebebinden

### Lumbeck-Verfahren
Das von Hand durchgeführte Lumbecken wird mit Kaltleim durchgeführt und zeigt bei guter handwerklicher Vorgehensweise durchaus haltbare Ergebnisse. Ideale Voraussetzungen sind nur bei Buchdruck- und Dünndruckpapier mit richtiger Laufrichtung des Papieres gegeben. Die Laufrichtung ist beim Klebebinden von enormer Wichtigkeit, sie hat immer parallel zum Buchrücken zu erfolgen. 
Die zum Buchblock geordneten Einzelseiten werden gerade gestoßen und mit dem unteren Drittel winkelgerecht in eine Presse (hölzerne Klotzpresse, moderne Lumbeckpresse) geklemmt. Dadurch öffnen sich die noch ungepressten Seiten des Buchrückens zu einem beidseitig abfallenden Fächer. Mit einer Hand wird dieser Fächer über die Presse gelegt und die Papierbogen so aufgefächert, dass das einzelne Blatt einen Kleberand zwischen 0,3 mm bis 1 mm erhält. Diese Stellen werden sternförmig in einer Richtung nach außen mit nicht zu wässrigem Kaltleim bestrichen. Der Prozess wiederholt sich in Gegenrichtung, bevor der ganze Pack in der Mitte mit beiden Handballen in die angestrebte Blockform gebracht und angepresst wird. Danach wird auf dem beleimten Teil eine zuvor hergerichtete Gaze aufgelegt, nochmalig überleimt und der jetzt fertig klebegebundene Block für den Endbeschnitt aus der Presse entnommen und winkelgerecht zum Trocknen abgestellt.

### Blockbindung
Eine spezielle Art des zumeist händischen Kaltklebens ist die Blockbindung (nicht zu verwechseln mit der Blockbindung alias Japanbindung), d. h. das temporäre Zusammenhalten einzelner Papierbögen zu einem Schreibblock. Dabei werden spezielle Weißleime verwendet, welche eine gute Verbindung zur Zellulosefaser des Papiers erreichen, dabei aber lange elastisch bleiben und unter Einwirkung von Zug (Abreißen eines Bogens) nachgeben. Die einfach auszuführende Blockbindung findet Verwendung für Endprodukte, die keine starke Haltbarkeit erfordern, wie z. B. für Ordner vorgesehene Schulbücher, jede Art von Notizblöcken, Tisch- oder Wandkalender und dergleichen. Dabei wird der auf Format beschnittene Papierstapel sorgfältig gerade gestoßen, mehrfach winkelgerecht übereinander gelegt und gepresst. Die jetzt entstandene Fläche, der Blockrücken, wird mittels scharfer Klinge aufgeraut und mit Kaltleim bestrichen. Nach der Trockenzeit kann der erhärtete Blockrücken mittels eines Handmessers in beliebiger Stärke durchtrennt werden. Die einzelnen Blätter eines beleimten Blockes lassen sich gegenüber der hochwertigeren Lumbeck-Klebebindung einfach abziehen.

## Maschinelles Klebebinden

### Heißklebetechnik
In der Heißklebetechnik (auch Hotmelt) werden bei Raumtemperatur feste, granulierte Ethylenvinylacetat-Copolymere (EVA-Hotmelts) bei ca. 170 °C aufgeschmolzen und müssen während der offenen Zeit (die Zeit, in der sie maschinell verarbeitbar und noch nicht ausgehärtet sind, bis zu 60 Sekunden) auf die Buchrücken aufgebracht werden.

### Polyurethan-Klebstoffe

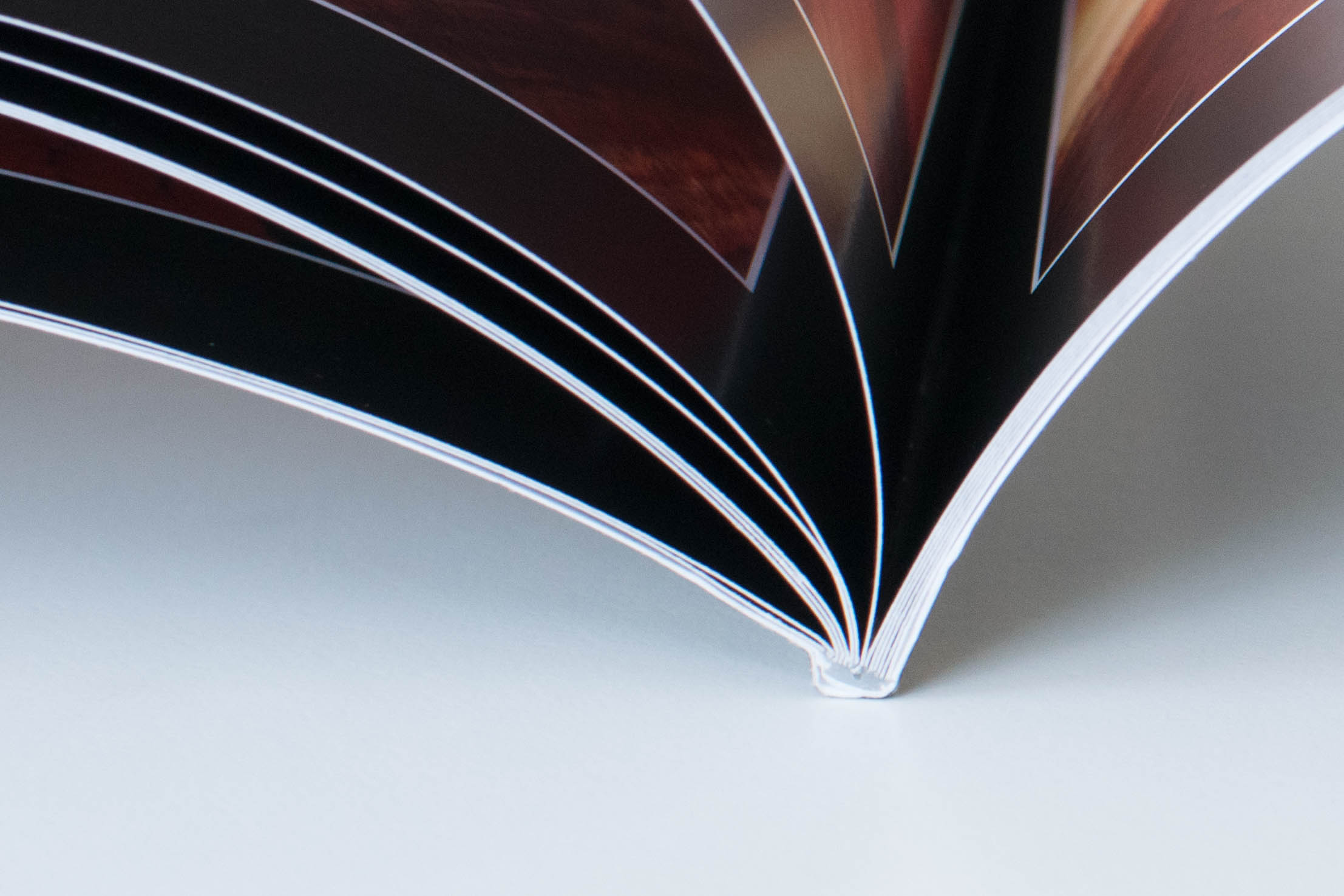
Fotobuch mit PUR-Klebebindung

Da Leime wie Hotmelt oder Dispersionsleim (Kaltleim; Weißleim) nicht sehr temperaturbeständig sind (Hotmelt kann wieder erhitzt werden und Kaltleim bricht bei sehr niedrigen Temperaturen), werden in der industriellen Fertigung immer häufiger Polyurethan-Schmelzklebstoffe (PUR) eingesetzt. Diese werden mit ca. 130 °C verarbeitet und erstarren durch Abkühlen. Zur kompletten Abbindung nehmen diese Leime noch die Feuchtigkeit der Luft auf. Hierbei wandelt sich der Klebstoff in einen nicht wiederauflösbaren Harnstoff um.

### Kaltklebetechnik
Die Kaltklebetechnik unterscheidet sich von der Heißklebetechnik dadurch, dass sie mithilfe eines speziellen Weißleims kalt durchgeführt werden kann. Das Verfahren der Kaltklebetechnik ist trotzdem sehr dauerhaft, weil während der Trocknung chemische Prozesse in Gang gesetzt werden, die die einzelnen Papierbögen am Buchrücken miteinander verbinden bzw. den Aufschluss der Zellulose begünstigen und diese langfristig verbinden/schweißen.

## Nachteile der Klebebindung
Festigkeit und Lebensdauer eines klebegebundenen Buches erreichen auch bei perfekter Verarbeitung und Berücksichtigung sämtlicher relevanter Faktoren nur annähernd die Qualität eines fadengehefteten Buches. Dabei ist neben der von vornherein geringeren Haltbarkeit gegenüber mechanischer Beanspruchung auch die geringere Alterungsbeständigkeit zu beachten, da der verwendete Klebstoff mit der Zeit brüchig werden kann.
Die Technik ist im Allgemeinen ungeeignet für alle stärkeren satinierten Papiere wie Kunstdruckpapiere (Hochglanzpapiere), da das gestrichene Papier den Klebstoff fast nicht in die Papierstruktur einlässt. Wird die Klebebindung bei schweren oder gar großformatigen Kunstdruckbüchern, bei Folianten und Atlanten angewandt, kann das Buch bei schon geringem Gebrauch in seine Einzelteile zerfallen. Der Leim kann bei stark kalandriertem Papier oder ölhaltigen Farben tiefer in den Buchblock eindringen als vorgesehen. Dieser Nachteil fällt nach der Bindung besonders bei durchgehenden Illustrationen unangenehm auf.
Auch bei idealen Papieren, deren Fasern den Leim tief eindringen lassen, kann es bei nicht fachlicher Anwendung der Klebebindung zu erheblichen Nachteilen kommen. Wurde die Bindung dabei gegen die Laufrichtung des Papieres ausgeführt, lässt sich der getrocknete Buchblock nur schwer öffnen und bricht frühzeitig. Buchblocks mit Papierseiten, die quer zum Bundsteg laufen, lassen sich nur schwer öffnen, weil der erstarrte Klebstoff zu sehr „klammert“ und die Seiten am Bund zusammenpresst. Überdehnt man derartige Seiten beim späteren Lesen zu nachhaltig, kann der Buchrücken schnell brechen.
Großbetriebe sind immer gut beraten, ein Klebemuster zu fertigen, das die spätere Adhäsion des Klebeleimes mit der zu verwendeten Papierfaser testet. Besonders farbintensive Vollflächendrucke, die im Offsetverfahren bis zum Bundsteg hinaus gedruckt werden, können bei Einsatz von Hotmeltklebern zu schlechten Ergebnissen bei der Bindung führen. Die in den Druckfarben enthaltenen Mineralöle verringern, chemisch bedingt, die Haltbarkeit und Adhäsionsfähigkeit des Heißleimes. Dabei werden die durch Kohlenwasserstoffe angereicherten Hotmelts durch die Öle der Druckfarbe, die auf der gleichen chemischen Basis beruhen, geschädigt. Dieser – lange Zeit bekannten – negativen Wechselwirkung wurde zwar durch die Entwicklung von PUR-Heißleimsystemen entgegengewirkt, doch ist bei derartigen Fällen der Einsatz von Dispersionskaltleimen zu bevorzugen.